# William Reynolds
William Reynolds, talvolta accreditato anche come William H. Reynolds (Elmira, 14 giugno 1910 – South Pasadena, 6 luglio 1997), è stato un montatore statunitense, attivo dalla metà degli anni trenta alla metà degli anni novanta, due volte vincitore dell'Oscar al miglior montaggio, nel 1966 per Tutti insieme appassionatamente e nel 1974 per La stangata.

## Filmografia
- Samoa (52nd Street), regia di Harold Young (1937)
- Un'americana nella Casbah (Algiers), regia di John Cromwell (1938)
- Così finisce la nostra notte (So Ends Our Night), regia di John Cromwell (1941)
- Ondata d'amore (Moontide), regia di Archie Mayo (1942)
- Carnevale in Costarica (Carnival in Costa Rica), regia di Gregory Ratoff (1947)
- You Were Meant for Me, regia di Lloyd Bacon (1948)
- Give My Regards to Broadway, regia di Lloyd Bacon (1948)
- Strada senza nome (The Street with No Name), regia di William Keighley (1948)
- L'adorabile intrusa (Mother is a Freshman), regia di Lloyd Bacon (1949)
- Le due suore (Come to the Stable), regia di Henry Koster (1949)
- La città assediata (The Big Lift), regia di George Seaton (1950)
- Okinawa (Halls of Montezuma), regia di Lewis Milestone (1950)
- Le rane del mare (The Frogmen), regia di Lloyd Bacon (1951)
- Take Care of My Little Girl, regia di Jean Negulesco (1951)
- Ultimatum alla Terra (The Day the Earth Stood Still), regia di Robert Wise (1951)
- Duello nella foresta (Red Skies of Montana), regia di Joseph M. Newman (1952)
- I banditi di Poker Flat (The Outcasts of Poker Flat), regia di Joseph M. Newman (1952)
- The Kid from Left Field, regia di Harmon Jones (1953)
- Traversata pericolosa (Dangerous Crossing), regia di Joseph M. Newman (1953)
- Tempeste sotto i mari (Beneath the 12-Mile Reef), regia di Robert D. Webb (1953)
- Tre soldi nella fontana (Three Coins in the Fountain), regia di Jean Negulesco (1954)
- Désirée, regia di Henry Koster (1954)
- Papà Gambalunga (Daddy Long Legs), regia di Jean Negulesco (1955)
- L'amore è una cosa meravigliosa (Love Is a Many-Splendored Thing), regia di Henry King (1955)
- Buongiorno miss Dove! (Good Morning, Miss Dove), regia di Henry Koster (1955)
- Carousel, regia di Henry King (1956)
- Fermata d'autobus (Bus Stop), regia di Joshua Logan (1956)
- Il fronte del silenzio (Time Limit), regia di Karl Malden (1957)
- In amore e in guerra (In Love and War), regia di Philip Dunne (1958)
- Frenesia del delitto (Compulsion), regia di Richard Fleischer (1959)
- Innamorati in blue jeans (Blue Denim), regia di Philip Dunne (1959)
- Adorabile infedele (Beloved Infidel), regia di Henry King (1959)
- Fango sulle stelle (Wild River), regia di Elia Kazan (1960)
- Fanny, regia di Joshua Logan (1961)
- Tenera è la notte (Tender Is the Night), regia di Henry King (1962)
- Taras il magnifico (Taras Bulba), regia di J. Lee Thompson (1962)
- I re del sole (Kings of the Sun), regia di J. Lee Thompson (1963)
- Una nave tutta matta (Ensign Pulver), regia di Joshua Logan (1964)
- Tutti insieme appassionatamente (The Sound of Music), regia di Robert Wise (1965)
- Il nostro agente Flint (Our Man Flint), regia di Daniel Mann (1966)
- Quelli della San Pablo (The Sand Pebbles), regia di Robert Wise (1966)
- Un giorno... di prima mattina (Star!), regia di Robert Wise (1968)
- Hello, Dolly!, regia di Gene Kelly (1969)
- Per salire più in basso (The Great White Hope), regia di Martin Ritt (1970)
- I raptus segreti di Helen (What's the Matter with Helen?), regia di Curtis Harrington (1971)
- Il padrino (The Godfather), regia di Francis Ford Coppola (1972)
- Two People, regia di Robert Wise (1973)
- La stangata (The Sting), regia di George Roy Hill (1973)
- Il temerario (The Great Waldo Pepper), regia di George Roy Hill (1975)
- Il giorno del grande massacro (The Master Gunfighter), regia di Frank Laughlin (1975)
- Il grande Jack (The Entertainer), regia di Donald Wrye (1976) - film TV
- Due vite, una svolta (The Turning Point), regia di Herbert Ross (1977)
- Old Boyfriends - il compagno di scuola (Old Boyfriends), regia di Joan Tewkesbury (1979)
- Una piccola storia d'amore (A Little Romance), regia di George Roy Hill (1979)
- Nijinsky, regia di Herbert Ross (1980)
- I cancelli del cielo (Heaven's Gate), regia di Michael Cimino (1980)
- Making Love, regia di Arthur Hiller (1982)
- Papà, sei una frana (Author! Author!), regia di Arthur Hiller (1982)
- Barbagialla, il terrore dei sette mari e mezzo (Yellowbeard), regia di Mel Damski (1983)
- Anime gemelle (The Lonely Guy), regia di Arthur Hiller (1984)
- La tamburina (The Little Drummer Girl), regia di George Roy Hill (1984)
- Pirati (Pirates), regia di Roman Polański (1986)
- Ishtar, regia di Elaine May (1987)
- Giselle, regia di Herbert Ross (1987)
- Cambiar vita (A New Life), regia di Alan Alda (1988)
- Combat Dance (Rooftops), regia di Robert Wise (1989)
- Filofax, un'agenda che vale un tesoro (Taking Care of Business), regia di Arthur Hiller (1990)
- Gli strilloni (Newsies), regia di Kenny Ortega (1992)
- Gypsy, regia di Emile Ardolino (1993) - film TV
- A spasso col rapinatore (Carpool), regia di Arthur Hiller (1996)

## Riconoscimenti
- Oscar al miglior montaggio
  - 1962: candidato - Fanny
  - 1966: vincitore - Tutti insieme appassionatamente
  - 1967: candidato - Quelli della San Pablo
  - 1970: candidato - Hello, Dolly!
  - 1973: candidato (con Peter Zinner) - Il padrino
  - 1974: vincitore - La stangata
  - 1978: candidato - Due vite, una svolta